# Ted McGlynn
Edward Finn „Ted” McGlynn (ur. 27 sierpnia 1931 w Parkes, zm. 24 kwietnia 2012 w Cowra) – australijski lekkoatleta, sprinter.
Podczas igrzysk olimpijskich w Melbourne (1956) australijska sztafeta 4 × 100 metrów z McGlynnem w składzie odpadła w półfinale.
McGlynn dwukrotnie biegł na pierwszej zmianie australijskiej sztafety 4 × 100 metrów, która ustanawiała rekord kraju w tej konkurencji:
- 41,5 (14 listopada 1956, Geelong)[1]
- 40,6 (30 listopada 1956, Melbourne)[1]

## Rekordy życiowe
- Bieg na 100 metrów – 10,6 (1956)